# Primär immunbristorganisationen
Primär immunbristorganisationen, PIO är en organisation för personer med medfödd immunbrist samt anhöriga, sjukvårdspersonal och andra intresserade. Primär immunbrist är ett samlingsnamn på fler än 400 olika sjukdomar.
PIO anordnar bland annat familjeläger, föreläsningar och träffar i länsavdelningarna som möjliggör kontakt med andra medlemmar med primär immunbrist. Föreningen, som har drygt 900 medlemmar, tar också fram och förmedlar information om primär immunbrist. Medlemstidningen PIObladet ges ut tre gånger per år. I föreningens podcast Så sjukt medverkar personer i olika åldrar med erfarenhet av primär immunbrist. Organisationen bedriver påverkansarbete och är medlem i Funktionsrätt Sverige.
PIO bildades 1978 och hette då Immunbrist-patienternas förening. Organisationen, som först hade 25 medlemmar, var den första i världen för personer med primär immunbrist och deras anhöriga. Grundaren Maj-Lis Hellström var mor till tre barn som alla dog i en svår primär immunbristsjukdom. Senare bytte föreningen namn till Immunbristföreningen och därefter till det nuvarande namnet Primär immunbristorganisationen.